# Vincent Ezeonyia
Vincent Valentine Egwuchukwu Ezeonyia CSSp (ur. 5 kwietnia 1941 w Uke, zm. 8 lutego 2015) – nigeryjski duchowny katolicki, biskup Aba 1990-2015.

## Życiorys
Święcenia kapłańskie otrzymał 3 sierpnia 1968.
2 kwietnia 1990 papież Jan Paweł II mianował go biskupem diecezjalnym Aba. 1 lipca 1990 z rąk arcybiskupa Paula Fouada Tabeta przyjął sakrę biskupią.
Zakonnik Zgromadzenia Ducha Świętego pod opieką Niepokalanego Serca Maryi Panny.